# Hexatoma (Eriocera) kempi kempi
Hexatoma (Eriocera) kempi kempi is een ondersoort van de tweevleugelige Hexatoma (Eriocera) kempi uit de familie steltmuggen (Limoniidae). De ondersoort komt voor in het Oriëntaals gebied.